# Khúc côn cầu trên băng tại Thế vận hội Mùa đông 2018
Khúc côn cầu trên băng tại Thế vận hội Mùa đông 2018 diễn ra tại Gangneung Coastal Cluster ở Gangneung, Hàn Quốc, cụ thể là ở hai địa điểm: Gangneung Hockey Centre với 10.000 chỗ ngồi và Kwandong Hockey Centre có 6.000 chỗ.
Có 12 đội tham dự giải đấu của nam và 8 đội của nữ. Giải đấu chứng kiện sự hiện diện của đội tuyển nữ Triều Tiên bao gồm thành phần của cả CHDCND Triều Tiên và Hàn Quốc.

## Huy chương

### Bảng tổng sắp
| Hạng               | Đoàn                               | Vàng | Bạc | Đồng | Tổng số |
| ------------------ | ---------------------------------- | ---- | --- | ---- | ------- |
| 1                  | Hoa Kỳ (USA)                       | 1    | 0   | 0    | 1       |
| 1                  | Vận động viên Olympic từ Nga (OAR) | 1    | 0   | 0    | 1       |
| 3                  | Canada (CAN)                       | 0    | 1   | 1    | 2       |
| 4                  | Đức (GER)                          | 0    | 1   | 0    | 1       |
| 5                  | Phần Lan (FIN)                     | 0    | 0   | 1    | 1       |
| Tổng số (5 đơn vị) | Tổng số (5 đơn vị)                 | 2    | 2   | 2    | 6       |

### Vận động viên giành huy chương
| Nội dung | Vàng | Bạc | Đồng |
| -------- | --- | --- | --- |
| Nam      | Vận động viên Olympic từ Nga (OAR) · Sergei Andronov · Alexander Barabanov · Pavel Datsyuk · Vladislav Gavrikov · Mikhail Grigorenko · Nikita Gusev · Ilya Kablukov · Sergey Kalinin · Kirill Kaprizov · Bogdan Kiselevich · Vasily Koshechkin · Ilya Kovalchuk · Alexey Marchenko · Sergei Mozyakin · Nikita Nesterov · Nikolai Prokhorkin · Igor Shestyorkin · Vadim Shipachyov · Sergei Shirokov · Ilya Sorokin · Ivan Telegin · Vyacheslav Voynov · Egor Yakovlev · Artyom Zub · Andrei Zubarev | Đức (GER) · Sinan Akdag · Danny aus den Birken · Daryl Boyle · Christian Ehrhoff · Yasin Ehliz · Dennis Endras · Gerrit Fauser · Marcel Goc · Patrick Hager · Frank Hördler · Dominik Kahun · Marcus Kink · Björn Krupp · Brooks Macek · Frank Mauer · Jonas Müller · Moritz Müller · Marcel Noebels · Leonhard Pföderl · Timo Pielmeier · Matthias Plachta · Patrick Reimer · Felix Schütz · Yannic Seidenberg · David Wolf     | Canada (CAN) · Rene Bourque · Gilbert Brulé · Andrew Ebbett · Stefan Elliott · Chay Genoway · Cody Goloubef · Marc-André Gragnani · Quinton Howden · Chris Kelly · Rob Klinkhammer · Brandon Kozun · Maxim Lapierre · Chris Lee · Maxim Noreau · Eric O'Dell · Justin Peters · Kevin Poulin · Mason Raymond · Mat Robinson · Derek Roy · Ben Scrivens · Karl Stollery · Christian Thomas · Linden Vey · Wojtek Wolski |
| Nữ       | Hoa Kỳ (USA) · Cayla Barnes · Kacey Bellamy · Hannah Brandt · Kendall Coyne · Dani Cameranesi · Brianna Decker · Meghan Duggan · Kali Flanagan · Nicole Hensley · Megan Keller · Amanda Kessel · Hilary Knight · Jocelyne Lamoureux-Davidson · Monique Lamoureux-Morando · Gigi Marvin · Sidney Morin · Kelly Pannek · Amanda Pelkey · Emily Pfalzer · Alex Rigsby · Maddie Rooney · Haley Skarupa · Lee Stecklein                                                                                  | Canada (CAN) · Meghan Agosta · Bailey Bram · Emily Clark · Mélodie Daoust · Ann-Renée Desbiens · Renata Fast · Laura Fortino · Haley Irwin · Brianne Jenner · Rebecca Johnston · Geneviève Lacasse · Brigette Lacquette · Jocelyne Larocque · Meaghan Mikkelson · Sarah Nurse · Marie-Philip Poulin · Lauriane Rougeau · Jillian Saulnier · Natalie Spooner · Laura Stacey · Shannon Szabados · Blayre Turnbull · Jenn Wakefield | Phần Lan (FIN) · Sanni Hakala · Jenni Hiirikoski · Venla Hovi · Mira Jalosuo · Michelle Karvinen · Rosa Lindstedt · Petra Nieminen · Tanja Niskanen · Emma Nuutinen · Isa Rahunen · Annina Rajahuhta · Meeri Räisänen · Noora Räty · Saila Saari · Ronja Savolainen · Eveliina Suonpää · Sara Säkkinen · Susanna Tapani · Noora Tulus · Minnamari Tuominen · Ella Viitasuo · Riikka Välilä · Linda Välimäki           |

## Giải đấu của nam
Giải đấu gồm 12 quốc gia, tám đội vượt qua vòng loại thông qua bảng xếp hạng thế giới, 3 thông qua các giải đấu vòng loại, và chủ nhà Hàn Quốc. Giải chia làm ba bảng bốn đội thi đấu vòng tròn một lượt để phân hạt giống, tiếp theo đó là bốn giai đoạn vòng đấu loại trực tiếp. Mỗi đội đầu bảng được vào thẳng vòng hai, cùng với đội nhì có thành tích tốt nhất. Tám đội còn lại thi đấu một trận loại trực tiếp để giành vé dự tứ kết. Các đội thắng tứ kết vào bán kết. Đội thắng bán kết tranh huy chương vàng còn hai đội thua tranh huy chương đồng.

### Vòng loại
Vé tham dự vòng chung kết được quyết định bởi thứ hạng thế giới sau Giải vô địch khúc côn cầu trên băng nam thế giới 2015. Tám đội đứng đầu trên bảng xếp hạng thế giới cùng chủ nhà được vào thẳng Olympic, trong khi các đội còn lại cạnh tranh cho các suất còn lại. Vào tháng 4 năm 2014 René Fasel xác nhận Hàn Quốc cần xếp thứ 18 trở lên tuy nhiên tới tháng 9 suất trực tiếp của chủ nhà đã được đảm bảo.

## Giải đấu của nữ
Giải của nữ có tám đội tham dự. Bốn đội hạt giống hàng đầu thi đấu ở bảng A cìn các đội còn lại ở bảng B. Hai đội đầu bảng A vào thẳng bán kết. Hai đội cuối bảng A gặp hai đội đầu bảng B ở tứ kết. Hai đội thắng tứ kết gặp hai đội đầu bảng A ở bán kết. Đội thắng bán kết tranh huy chương vàng còn hai đội thua tranh huy chương đồng.

### Vòng loại
Vé tham dự vòng chung kết được quyết định bởi thứ hạng thế giới sau Giải vô địch khúc côn cầu trên băng nữ thế giới 2016. Năm đội đứng đầu trên bảng xếp hạng thế giới cùng chủ nhà được vào thẳng Olympic, trong khi các đội còn lại cạnh tranh cho các suất còn lại.

## Quốc gia tham dự
Có tổng cộng 496 vận động viên từ 14 quốc gia tham dự (số vận động viên ở trong ngoặc). Ủy ban Olympic Quốc tế ban đầu cho phép 13 đội nam hoặc nữ tham dự. Sau đó các vận động viên Bắc Triều Tiên được đăng ký để tham dự vào giải đấu của nữ cùng với Hàn Quốc. Đội hình của nam có thể có tối đa 25 người, còn nữ là 23. Các đội Cộng hòa Séc, Đức, Na Uy, Slovakia và Slovenia chỉ tham dự giải của nam, trong khi đội Nhật Bản chỉ tham dự giải nữ. Các nước còn lại thi đấu ở cả hai nội dung.
- Canada (48)
- Cộng hòa Séc (25)
- Phần Lan (48)
- Đức (25)
- Nhật Bản (23)
- Triều Tiên (35)
- Na Uy (25)
- Vận động viên Olympic từ Nga (48)
- Slovakia (25)
- Slovenia (25)
- Hàn Quốc (25)
- Thụy Điển (48)
- Thụy Sĩ (48)
- Hoa Kỳ (48)